# Băile Olănești
Băile Olănești este un oraș în județul Vâlcea, Oltenia, România, format din localitățile componente Cheia, Comanca, Gurguiata, Livadia (reședința), Mosoroasa, Olănești, Pietrișu și Tisa. Localitatea mai este supranumită și „Izvoarele de aur”, nume datorat izvoarelor minerale iodurate, bromurate, sodice, calcice, sulfuroase și clorurate, hipotone sau izotone. .

## Istorie
Prima atestare documentară este din anul 1527. Orașul este relativ nou, aici neaflându-se terme romane sau altceva care să ducă la concluzia că este o așezare veche (nu același lucru se poate spune de localitatea acum componentă, Olănești - sat). Băile Olănești se află  pe valea Olăneștiului (cunoscută mai mult sub denumirea de râul Olănești, afluent al Oltului), înconjurat de munții Gerea, Folea și Căprăreața din Carpații Meridionali al căror înălțimi se pierd în dealuri împădurite. Aceasta face ca iernile să fie blânde și verile răcoroase.
Vechimea orașului se identifică cu existența descoperii izvoarelor. Apele minerale de la Olănești sunt menționate prima dată într-un hrisov din 1760 și sunt numite ape tămăduitoare, acestea aflându-se pe moșia clucerului Toma Olănescu care construiește primele camere de băi. De aici și numele de Băile Olănești.
Conducătorul revoluției din 1821, Tudor Vladimirescu, se retrăgea aici, pe moșia Olăneștilor, cu un grup de boieri fideli și astfel s-a răspândit vestea efectului tămăduitor al apelor miraculoase în Țara Românească.
Primele analize ale apelor s-a făcut pe la 1830, punându-se în evidență prezența iodului.
În 1868 dr. Carol Davila împreună cu un chimist, Bernath Lonway, fac analiza chimică a apelor, evidențiind 40 de izvoare. Se ridică primele stabilimente de tratament.
Anul 1873 se poate socoti anul apariției stațiunii, deoarece în acest an apele locului duse la diferite expoziții ale Europei, revin cu medalii de aur (Expoziția Internațională de la Viena), astfel că așezare intră în atenția lumii, fiind comparată cu tratamentele de la Baden-Baden, Karlovy-Vary și Aix de Bains.
Însă anul 1895 va aduce stațiunii uitarea pentru aproape 30 de ani. În acest an fatidic, o rupere de nori provoacă mari torente de apă care astupă izvoarele. Acestea vor fi regăsite și destupate după primul război mondial, recaptate, iar stațiunii i se dă o nouă viață. S-au făcut noi amenajări hoteliere, s-au amenajat izvoarele și s-a construit un pavilion de băi minerale cu apă sulfuroasă, s-au făcut analizarea izvoarelor noi descoperite, cel mai important și totodată renumit izvorul nr.24 (descoperit prin anii 1950). Se spune că stațiunea are treizeci de "vene" ale sale care sunt rațiunea existenței sale.
Aceste izvoare binefăcătoare au dus la construcția în anii 1950 a unei baze de tratament pentru ocupanții sovietici și nomenclatura comunistă, cunoscută ca "Vila 1 Mai". Ulterior, după 1970 din nu se știe ce rațiuni s-au admis și alți turiști, totuși destul de selecționați, familii de activiști comuniști în general. Intrarea a fost păzită de trupele de securitate până la 1989. După 1989 a fost dată M.Ap.N.-lui un timp, după care a devenit secție a spitalului „Elias” din București.
Tot în aceasta zonă a fost construită una din vilele destinate soților Ceaușescu, terminată în vara anului 1989, astăzi vilă de protocol.
Un mare necaz s-a abătut asupra orașului în vara anului 1969, când o rupere de nori pe versant a dus la formarea unui torent care nu numai că a îngropat o serie de izvoare, dar a făcut și victime omenești (șase turiști).
În următoarea perioadă, izvoarele au fost dezgropate și reamenajate. De asemenea, s-a mărit baza de tratament prin construcția unui mare complex hotelier cu bază de tratament, Parângul. Stațiunea a continuat să se dezvolte, chiar și în ultimii ani fiind construite numeroase clădiri pentru a asigura cazarea unui număr cât mai mare de turiști
Din cele relatate mai sus reiese că activitatea de bază a orașului este turismul, activitate care este și a localității componente Olănești (numită colocvial Olănești-sat). Alte activități ale locuitorilor sunt pomicultura și creșterea animalelor, mai ales în localitatea componentă Cheia.

## Demografie
Componența etnică a orașului Băile Olănești
     Români (91,47%)
     Alte etnii (0,43%)
     Necunoscută (8,11%)
Componența confesională a orașului Băile Olănești
     Ortodocși (90,96%)
     Alte religii (0,75%)
     Necunoscută (8,29%)
Conform recensământului efectuat în 2021, populația orașului Băile Olănești se ridică la 3.750 de locuitori, în scădere față de recensământul anterior din 2011, când fuseseră înregistrați 4.186 de locuitori. Majoritatea locuitorilor sunt români (91,47%), iar pentru 8,11% nu se cunoaște apartenența etnică. Din punct de vedere confesional, majoritatea locuitorilor sunt ortodocși (90,96%), iar pentru 8,29% nu se cunoaște apartenența confesională.
|  | Graficele sunt indisponibile din cauza unor probleme tehnice. Mai multe informații se găsesc la Phabricator și la wiki-ul MediaWiki. |

Date: Recensăminte sau birourile de statistică - grafică realizată de Wikipedia

## Politică și administrație
Orașul Băile Olănești este administrat de un primar și un consiliu local compus din 13 consilieri. Primarul, Vasile-Sorin Vasilache[*], de la Partidul Social Democrat, este în funcție din 2012. Începând cu alegerile locale din 2024, consiliul local are următoarea componență pe partide politice:
|  | Partid                          | Consilieri | Componența Consiliului | Componența Consiliului | Componența Consiliului | Componența Consiliului | Componența Consiliului | Componența Consiliului |
|  | ------------------------------- | ---------- | ---------------------- | ---------------------- | ---------------------- | ---------------------- | ---------------------- | ---------------------- |
|  | Partidul Social Democrat        | 6          |                        |                        |                        |                        |                        |                        |
|  | Forța Dreptei                   | 3          |                        |                        |                        |                        |                        |                        |
|  | Partidul Național Liberal       | 3          |                        |                        |                        |                        |                        |                        |
|  | Alianța pentru Unirea Românilor | 1          |                        |                        |                        |                        |                        |                        |

## Personalități născute aici
- Iulian Șerban (1985 - 2021), canotor, medaliat paralimpic.

## Vezi și
- Biserica Sfântul Ierarh Nicolae din Olănești
- Biserica Sfinții Voievozi din Olănești
- Biserica Sfântul Ioan Botezătorul din Olănești
- Buila - Vânturarița (sit de importanță comunitară)
- Cozia (sit de importanță comunitară)

## Imagini

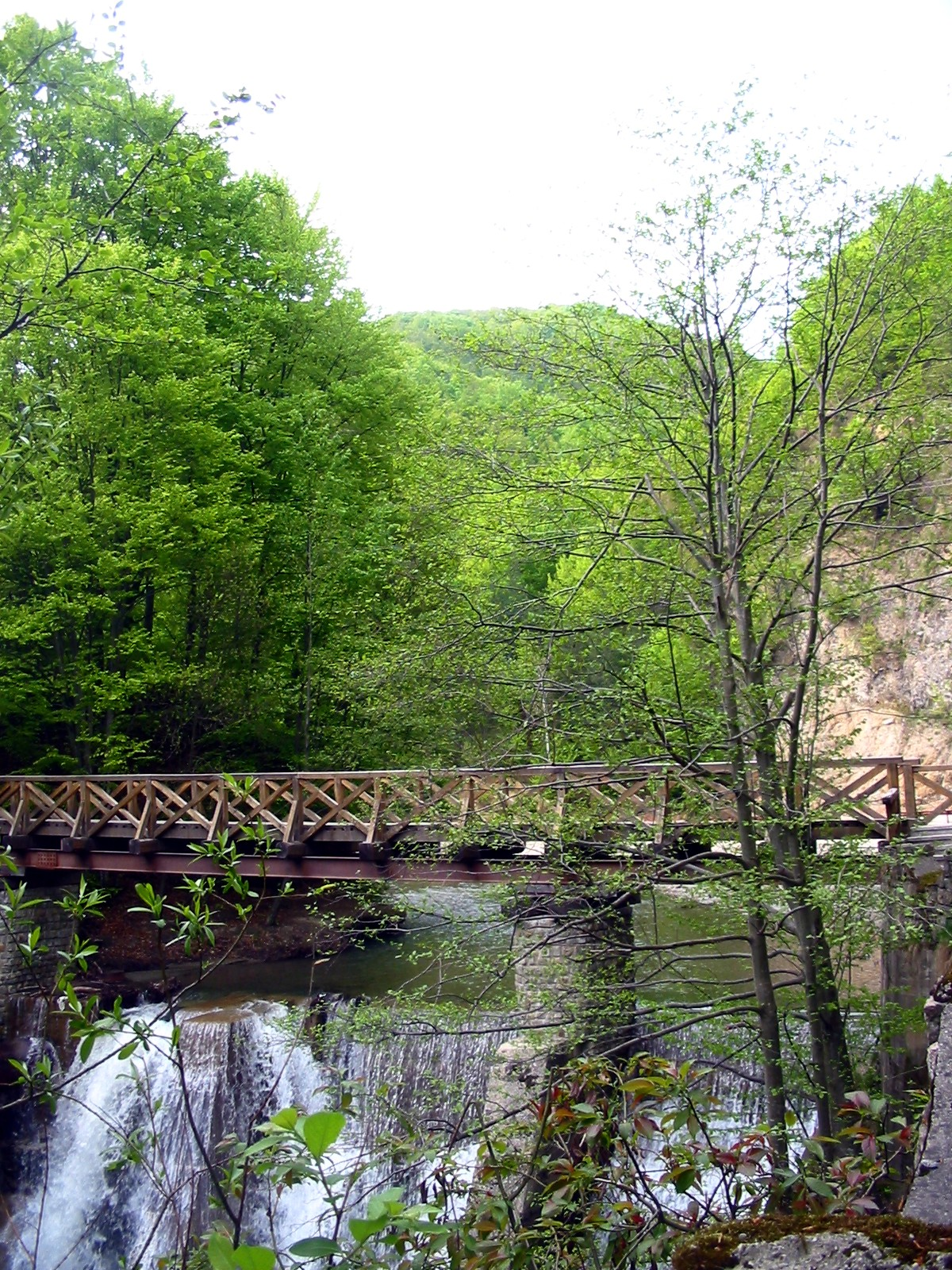
Pod pietonal peste râul Olănești
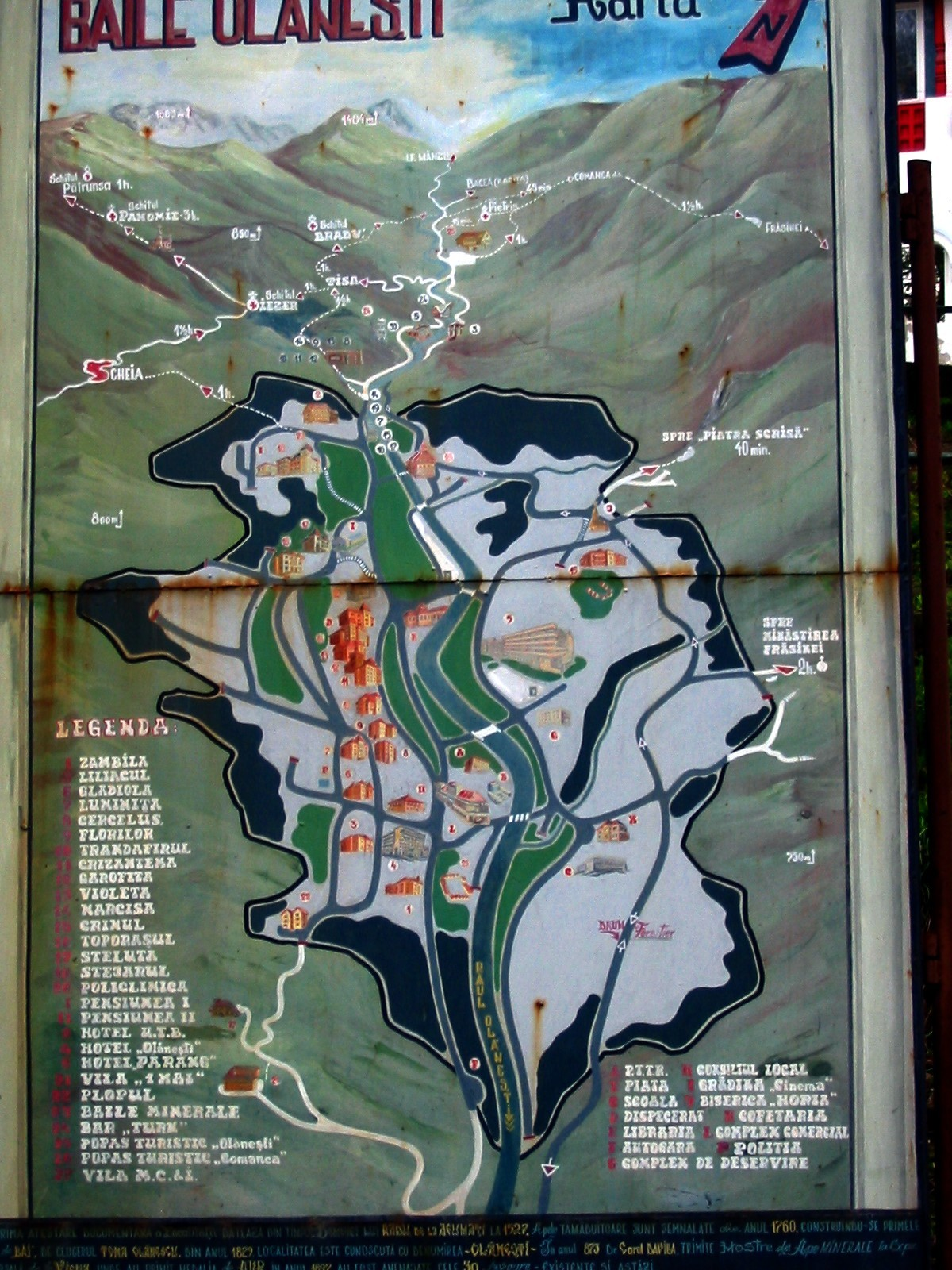
Harta împrejurimilor Olăneștiului
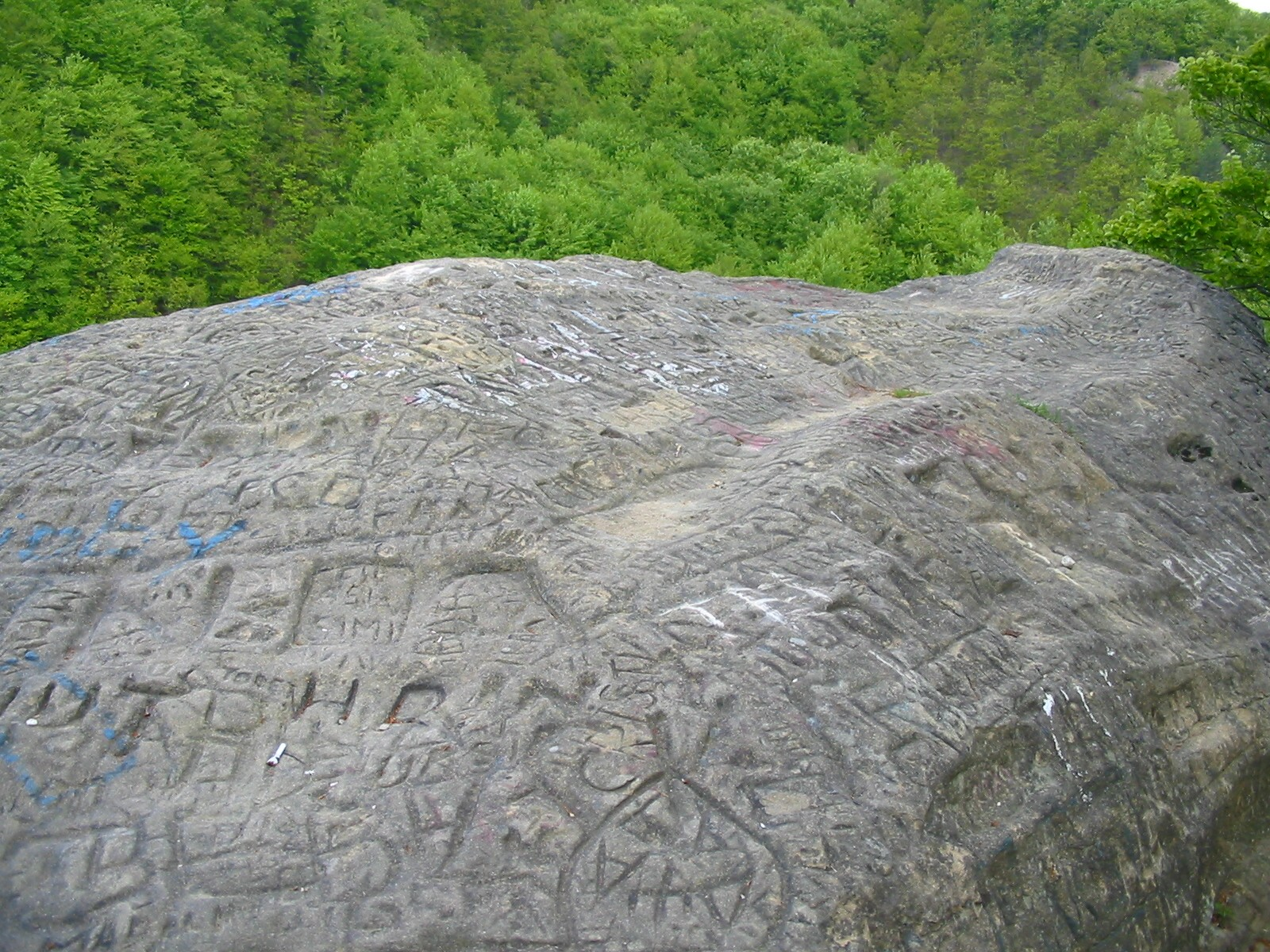
Piatra Scrisă
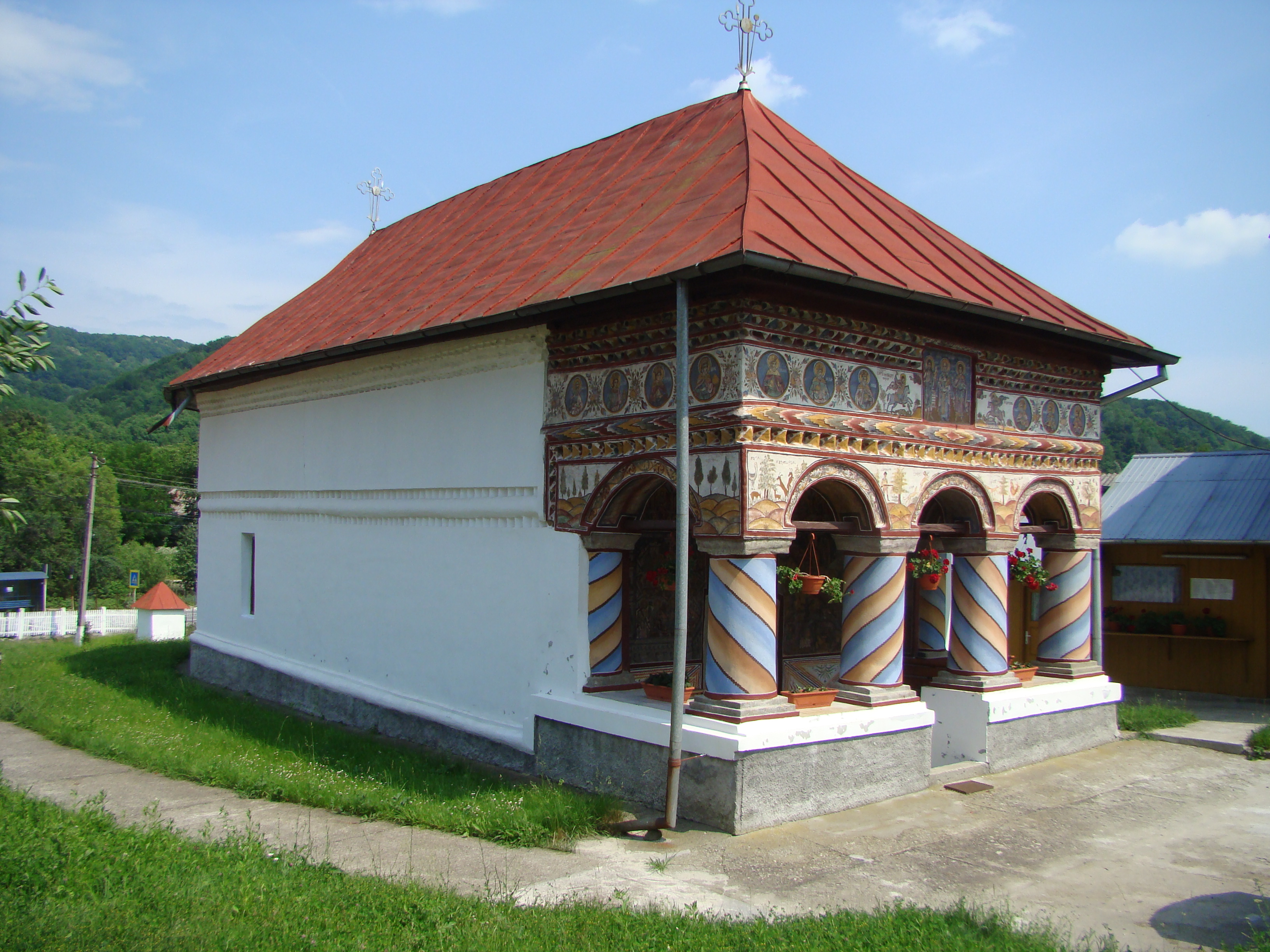
Biserica „Sfântul Ioan Botezătorul”, localitate componentă Olănești (monument istoric)
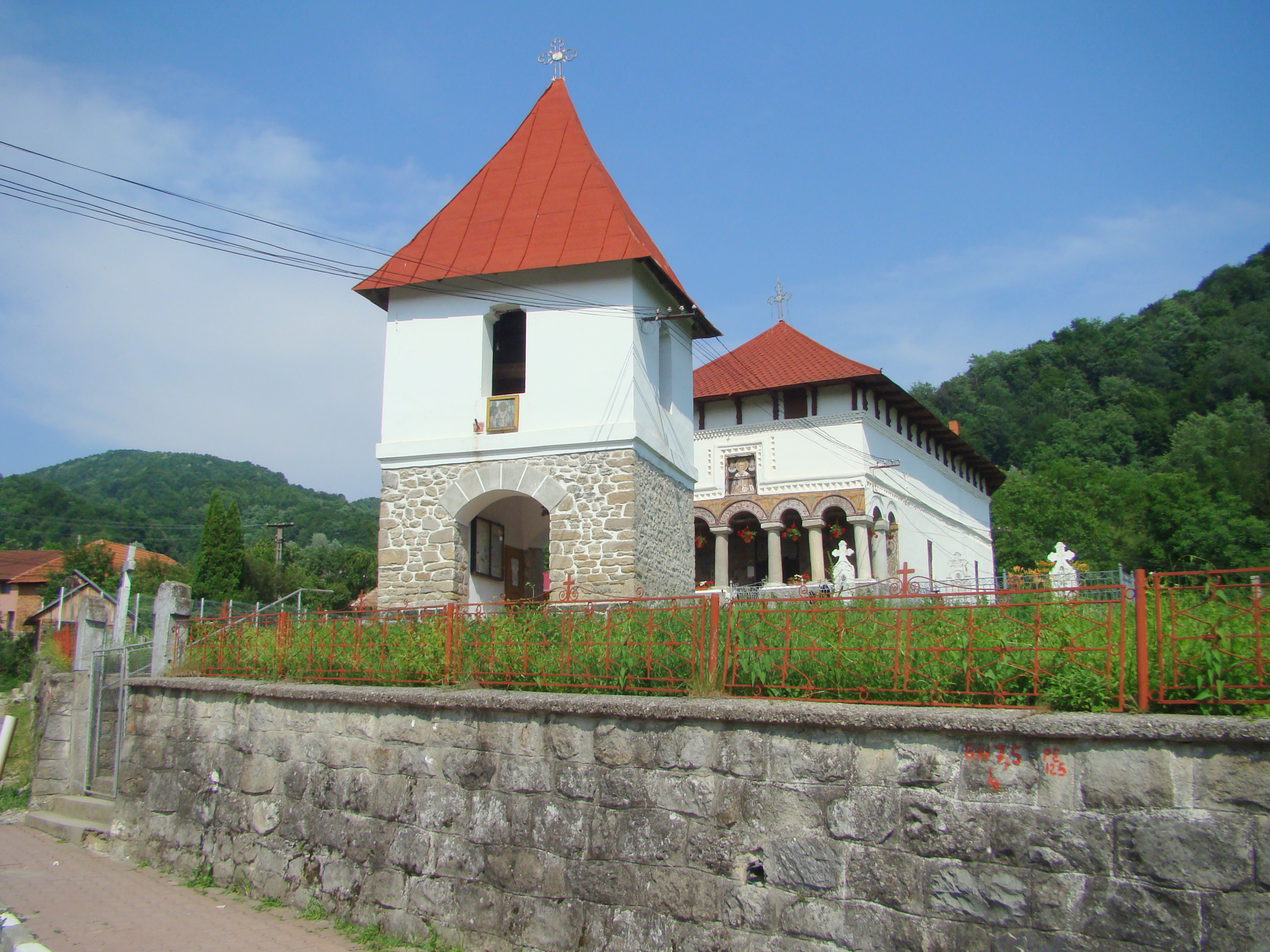
Biserica „Sfântul Ierarh Nicolae”, localitate componentă Olănești (monument istoric)
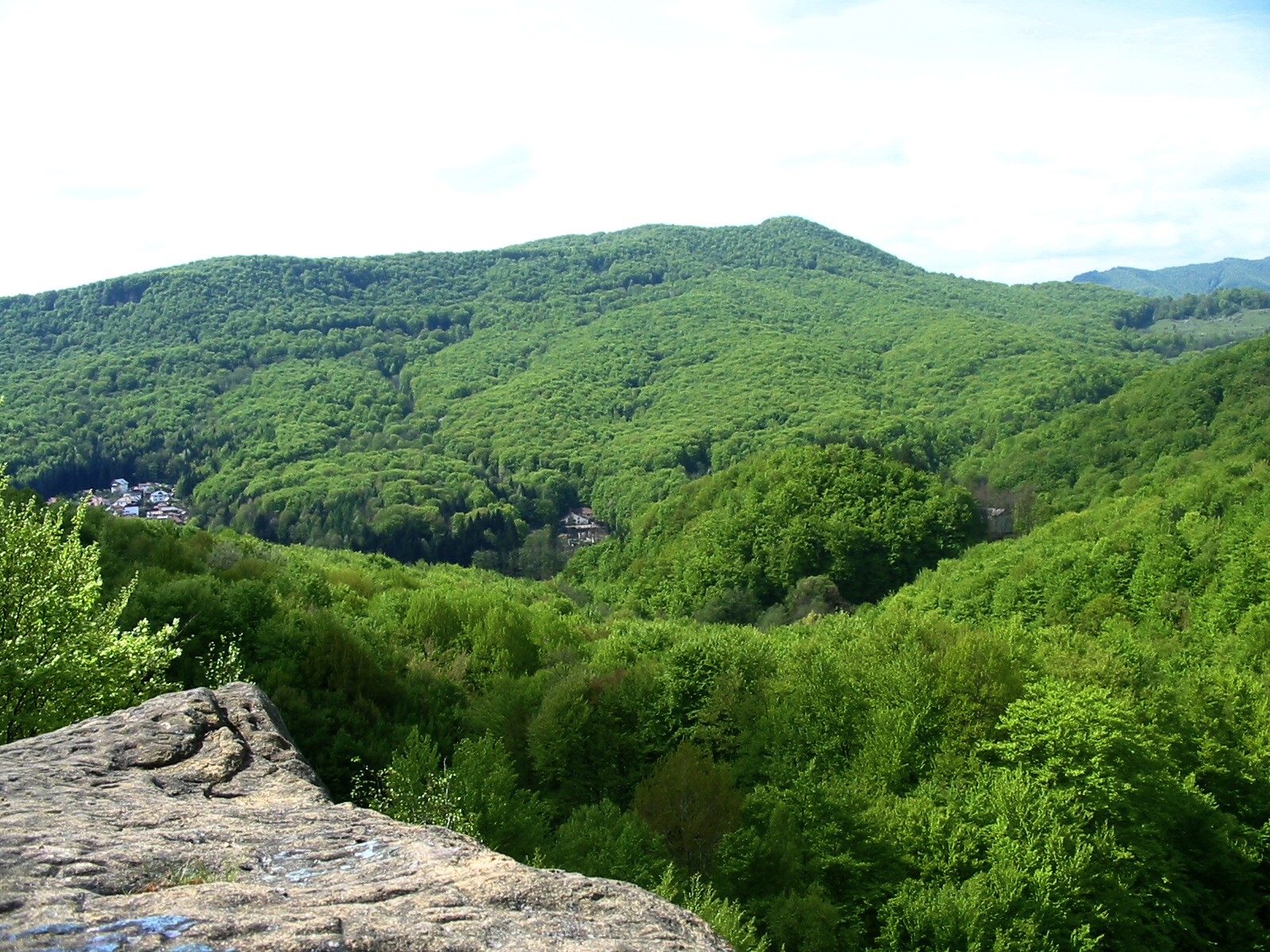
Peisaj Olănești
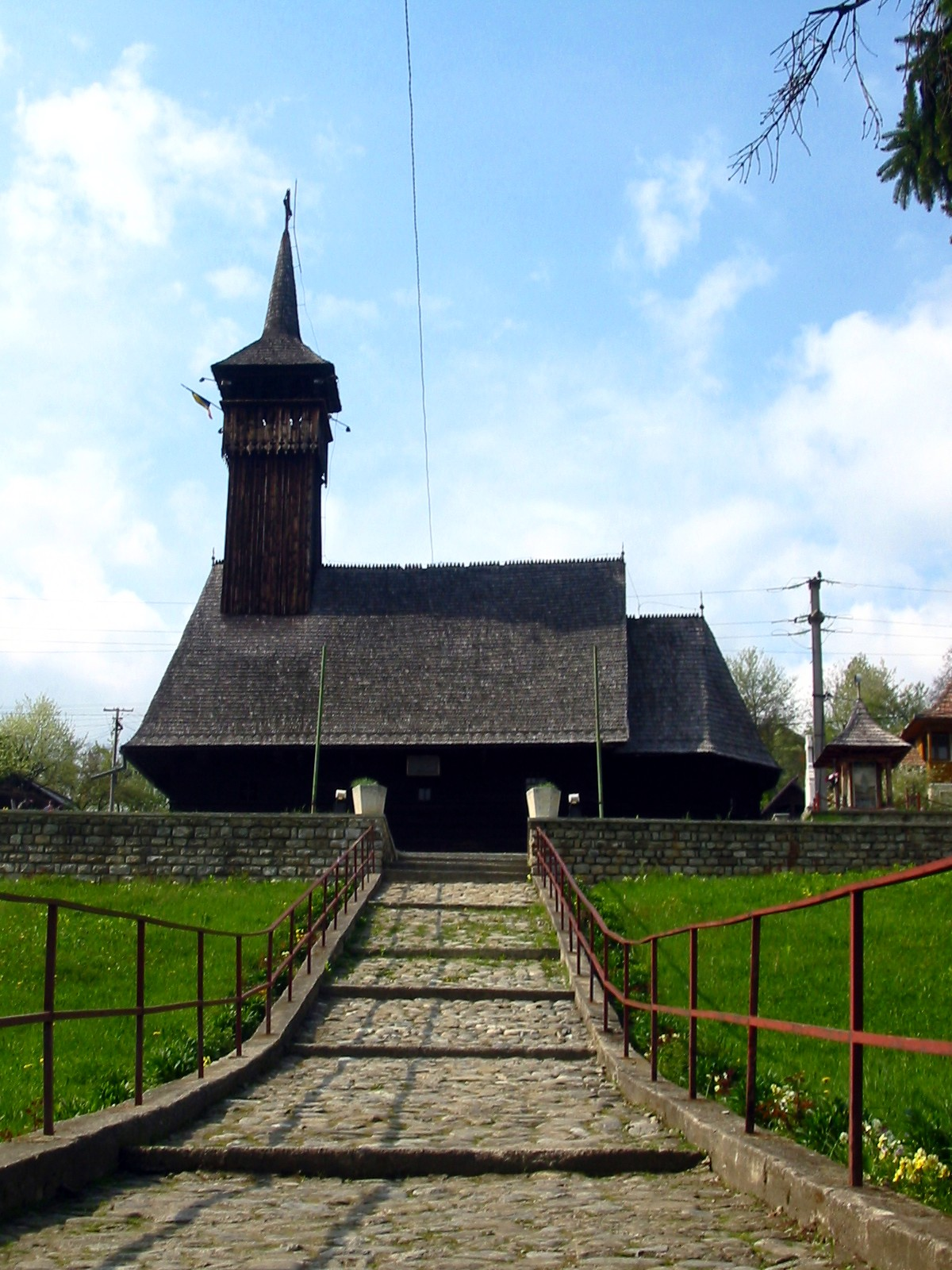
Biserica lui Horea din Albac restaurată și mutată în Olănești
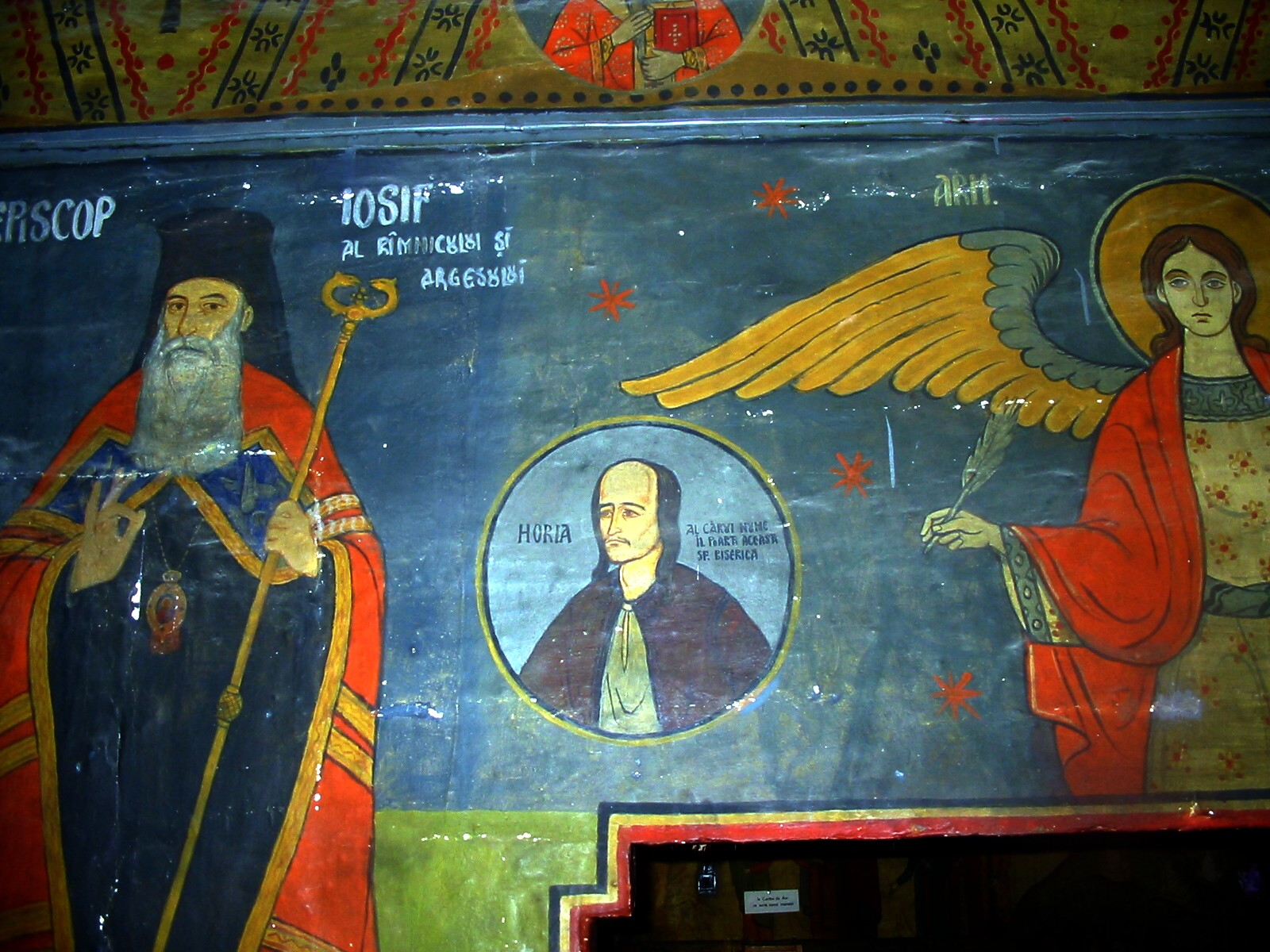
Interiorul Bisericii din satul lui Horea - unul din capii răscolalei din secolul XVIII